# Anisur Rahman
Anisur Zico Rahman (Cox's Bazar, 10 agosto 1997) è un calciatore bangladese, portiere del Bashundhara Kings e del Bangladesh.

## Carriera

### Nazionale
Esordisce in nazionale il 13 novembre 2020, nell'amichevole vinta 2 a 0 contro il Nepal.

## Statistiche

### Presenze e reti nei club
| Stagione                 | Club                     | Campionato               | Campionato | Campionato | Coppe nazionali | Coppe nazionali | Coppe nazionali | Coppe continentali | Coppe continentali | Coppe continentali | Supercoppe | Supercoppe | Supercoppe | Totale | Totale |
| Stagione                 | Club                     | Comp                     | Pres       | Reti       | Comp            | Pres            | Reti            | Comp               | Pres               | Reti               | Comp       | Pres       | Reti       | Pres   | Reti   |
| ------------------------ | ------------------------ | ------------------------ | ---------- | ---------- | --------------- | --------------- | --------------- | ------------------ | ------------------ | ------------------ | ---------- | ---------- | ---------- | ------ | ------ |
| 2017-2018                | Saif                     | BL                       | 9          | -6         | CB              | 0               | 0               | AFC Cup            | 0                  | 0                  | -          | -          | -          | 9      | -6     |
| 2019                     | Bashundhara Kings        | BL                       | 22         | -13        | CB              | 0               | 0               | -                  | -                  | -                  | -          | -          | -          | 22     | -13    |
| 2020                     | Bashundhara Kings        | BL                       | 6          | -9         | CB              | 5               | -4              | AFC Cup            | 1                  | -1                 | -          | -          | -          | 12     | -14    |
| 2021                     | Bashundhara Kings        | BL                       | 21         | -10        | CB              | 5               | -1              | AFC Cup            | 3                  | -1                 | -          | -          | -          | 29     | -12    |
| 2022                     | Bashundhara Kings        | BL                       | 21         | -20        | CB              | 0               | 0               | AFC Cup            | 3                  | -5                 | -          | -          | -          | 24     | -25    |
| 2023                     | Bashundhara Kings        | BL                       | 15         | -10        | CB              | 2               | -2              | -                  | -                  | -                  | -          | -          | -          | 17     | -12    |
| Totale Bashundhara Kings | Totale Bashundhara Kings | Totale Bashundhara Kings | 85         | -62        |                 | 12              | -7              |                    | 7                  | -7                 |            | -          | -          | 104    | -76    |
| Totale Carriera          | Totale Carriera          | Totale Carriera          | 94         | -68        |                 | 12              | -7              |                    | 7                  | -7                 |            | -          | -          | 113    | -82    |

### Cronologia presenze e reti in nazionale
| Cronologia completa delle presenze e delle reti in nazionale ― Bangladesh | Cronologia completa delle presenze e delle reti in nazionale ― Bangladesh | Cronologia completa delle presenze e delle reti in nazionale ― Bangladesh | Cronologia completa delle presenze e delle reti in nazionale ― Bangladesh | Cronologia completa delle presenze e delle reti in nazionale ― Bangladesh | Cronologia completa delle presenze e delle reti in nazionale ― Bangladesh | Cronologia completa delle presenze e delle reti in nazionale ― Bangladesh | Cronologia completa delle presenze e delle reti in nazionale ― Bangladesh |
| Data                                                                      | Città                                                                     | In casa                                                                   | Risultato                                                                 | Ospiti                                                                    | Competizione                                                              | Reti                                                                      | Note                                                                      |
| ------------------------------------------------------------------------- | ------------------------------------------------------------------------- | ------------------------------------------------------------------------- | ------------------------------------------------------------------------- | ------------------------------------------------------------------------- | ------------------------------------------------------------------------- | ------------------------------------------------------------------------- | ------------------------------------------------------------------------- |
| 13-11-2020                                                                | Dacca                                                                     | Bangladesh                                                                | 2 – 0                                                                     | Nepal                                                                     | Amichevole                                                                | -                                                                         |                                                                           |
| 4-12-2020                                                                 | Doha                                                                      | Qatar                                                                     | 5 – 0                                                                     | Bangladesh                                                                | Qual. Mondiali 2022                                                       | -5                                                                        |                                                                           |
| 3-6-2021                                                                  | Doha                                                                      | Bangladesh                                                                | 1 – 1                                                                     | Afghanistan                                                               | Qual. Mondiali 2022                                                       | -1                                                                        |                                                                           |
| 4-10-2021                                                                 | Malé                                                                      | Bangladesh                                                                | 1 – 1                                                                     | India                                                                     | SAFF Championship 2021 - 1º turno                                         | -1                                                                        |                                                                           |
| 7-10-2021                                                                 | Malé                                                                      | Maldive                                                                   | 2 – 0                                                                     | Bangladesh                                                                | SAFF Championship 2021 - 1º turno                                         | -2                                                                        |                                                                           |
| 13-10-2021                                                                | Malé                                                                      | Bangladesh                                                                | 1 – 1                                                                     | Nepal                                                                     | SAFF Championship 2021 - 1º turno                                         | -                                                                         | 79’                                                                       |
| 22-9-2022                                                                 | Phnom Penh                                                                | Cambogia                                                                  | 0 – 1                                                                     | Bangladesh                                                                | Amichevole                                                                | -                                                                         | 26’                                                                       |
| 22-6-2023                                                                 | Bengaluru                                                                 | Libano                                                                    | 2 – 0                                                                     | Bangladesh                                                                | SAFF Championship 2023 - 1º turno                                         | -2                                                                        |                                                                           |
| Totale                                                                    |                                                                           | Presenze                                                                  | 8                                                                         |                                                                           | Reti                                                                      | -11                                                                       |                                                                           |

## Palmarès

### Club

#### Competizioni nazionali
- Bangladesh Premier League: 2

Bashundhara Kings: 2019, 2021
- Coppa del Bangladesh: 1

Bashundhara Kings: 2021